# Tamás Pálffy
Tamás Pálffy (Várpalota, 22 agosto 1948 – 13 agosto 2025) è stato un cestista ungherese.

## Carriera
Con l'Ungheria disputò i Campionati europei del 1969.